# Клей (округ, Міссурі)
Шаблон:StateAbbr_ 39°19′ пн. ш. 94°25′ зх. д. / 39.31° пн. ш. 94.42° зх. д.
Округ Клей (англ. Clay County) — округ (графство) у штаті Міссурі, США. Ідентифікатор округу 29047.

## Історія
Округ утворений 1822 року.

## Демографія
За даними перепису
2000 року
загальне населення округу становило 184006 осіб, зокрема міського населення було 164576, а сільського — 19430.
Серед мешканців округу чоловіків було 89433, а жінок — 94573. В окрузі було 72558 домогосподарств, 50120 родин, які мешкали в 76230 будинках.
Середній розмір родини становив 3.
Віковий розподіл населення поданий у таблиці:
| Стать    | До 15 років | 15-21 | 22-29 | 30-39 | 40-49 | 50-65 | 65-85 | Понад 85 |
| -------- | ----------- | ----- | ----- | ----- | ----- | ----- | ----- | -------- |
| Чоловіки | 20137       | 8528  | 10348 | 14871 | 13930 | 13492 | 7578  | 549      |
| Жінки    | 19480       | 8485  | 10640 | 15286 | 14591 | 14370 | 10152 | 1569     |

## Суміжні округи
- Клінтон — північ
- Рей — схід
- Джексон — південь
- Ваяндотт, Канзас — південний захід
- Платт — захід

## Персоналії
- Воллес Бірі (1885 — 1949) — американський актор.

## Виноски
1. ↑  U.S. Decennial Census. United States Census Bureau. Архів оригіналу за 26 квітня 2015. Процитовано 14 листопада 2014.
2. ↑  Historical Census Browser. University of Virginia Library. Архів оригіналу за 11 Серпня 2012. Процитовано 14 листопада 2014.
3. ↑  Population of Counties by Decennial Census: 1900 to 1990. United States Census Bureau. Архів оригіналу за 3 Грудня 2014. Процитовано 14 листопада 2014.
4. ↑  Census 2000 PHC-T-4. Ranking Tables for Counties: 1990 and 2000 (PDF). United States Census Bureau. Архів оригіналу (PDF) за 18 Грудня 2014. Процитовано 14 листопада 2014.
5. ↑  State & County QuickFacts. United States Census Bureau. Архів оригіналу за 8 липня 2011. Процитовано 7 вересня 2013.(англ.) Наведено за англійською вікіпедією.
6. ↑  American FactFinder. Бюро перепису населення США. Архів оригіналу за 29 липня 2011. Процитовано 31 січня 2008.

| США | Це незавершена стаття з географії США. Ви можете допомогти проєкту, виправивши або дописавши її. |